# Pomaulax
Pomaulax is een geslacht van weekdieren uit de klasse van de Gastropoda (slakken).

## Soorten
- Pomaulax gibberosus (Dillwyn, 1817)
- Pomaulax japonicus (Dunker, 1845)
- Pomaulax spiratus (Dall, 1911)